# 格伦佐
《格伦佐》（Greenzo）是美国情景喜剧《我为喜剧狂》第2季的第5集，也是整个剧集的第26集。由乔恩·波拉克编剧，唐·斯卡迪诺执导，2007年11月8日通过全国广播公司在美国首播。客串出演本集的演员包括凯文·布朗、格里兹·查普曼、约翰·卢兹、马里克·潘考利、大卫·史威默、麦迪逊·麦金利、宝拉·佩尔（和迪翁·萨普（Dion Sapp），此外梅莉迪丝·维埃拉和美国前副总统阿尔·戈尔都在节目里以自己的真实身份出镜。
在这一集中，通用电气副总裁杰克·唐纳吉（Jack Donaghy，亚历克·鲍德温饰）请来一位名叫杰拉德（Jared）的男演员扮演格伦佐（Greenzo），这是“美国首位不会评判他人，对商务活动态度友好的环保倡导者”。但后者的表演却很快演变成一场灾难。全国广播公司杂工跟班肯尼斯·帕塞尔 （Kenneth Parcell，杰克·麦克布瑞尔饰）决定举办一场聚会，但首席编剧丽兹·莱蒙（Liz Lemon，蒂娜·菲饰）知道没有人会出席，于是和男演员崔西·乔丹（Tracy Jordan，崔西·摩根饰）决定一起“想办法”让这次聚会成功。女演员简娜·玛隆妮（Jenna Maroney，简·科拉克斯基饰）和丽兹都怀疑制片人皮特·霍恩伯格（Pete Hornberger，斯科特·安第斯饰）有外遇。

## 剧情
打算退休的通用电气公司首席执行官唐·盖斯（Don Geiss）交给副总裁杰克和其他有意竞争自己职位的手下一项任务，想个办法从环境保护主义者手中赚到钱。杰克请来一位名叫杰拉德的男演员，由其扮演全国广播公司的环境吉祥物格伦佐。这个角色起初很成功，在《今日秀》上与梅莉迪丝·维埃拉的互动也获得了好评。然而随着名气的增长，格伦佐也变得越来越不可一世，并在节目上严厉批评喜剧小品《与崔西·乔丹》剧组成员浪费纸张，破坏环境。到了再一次上节目时他变本加厉，直接批评通用电气和杰克这样的“大公司及其两面三刀的肥猫高管”。愤怒的杰克开除了杰拉德，并试图请来前美国副总统阿尔·戈尔替补空缺但也无济于事。之后，格伦佐还喝多了酒来到现场，更是给已经糟透了的情况雪上加霜。
与此同时，电视台杂工跟班肯尼斯·帕塞尔正计划举办一场聚会。首席编剧丽兹·莱蒙回忆起肯尼斯举办过的以往几场聚会，每次除了他本人外就都只有自己一个人参加。男演员崔西觉得这样真太可怜了，于是四处造谣说T.I.将会出席此次聚会，然后又通过各种各样的谎言说服他人来参加。结果聚会成了一场彻头彻尾的灾难，难过的肯尼斯决定这辈子再也不办什么聚会了。
丽兹在自己公寓里发现有别的女人的口红，于是和女演员简娜·玛隆妮都怀疑暂时与太太分居的制片人皮特有了外遇。经过“调查”丽兹意外地发现，皮特竟然是在和自己的老婆“偷情”，原来两人都喜欢这种新鲜刺激的感觉。之后皮特还问起丽兹，自己是否还能暂时借宿在她公寓里，因为夫妻俩终于可以再次体验约会的感觉了。

## 制作
《格伦佐》是乔恩·波拉克编剧的第1集《我为喜剧狂》，他于第2季开播时加入成为节目的编剧成员，这也是唐·斯卡迪诺执导的第9集节目。《格伦佐》是全国广播公司行政总裁杰夫·佐克发起的绿色星期活动组成部分，这一活动于2007年11月4日至10日举行，会在每天的黄金时段播放一个拥有积极环保主题的电视节目。这也是2007年11月5日2007年－2008年美国编剧协会大罢工开始后《我为喜剧狂》所播出的第1集节目，这次罢工于2008年2月12日结束。这一集拍摄于2007年9月27日。

## 反响

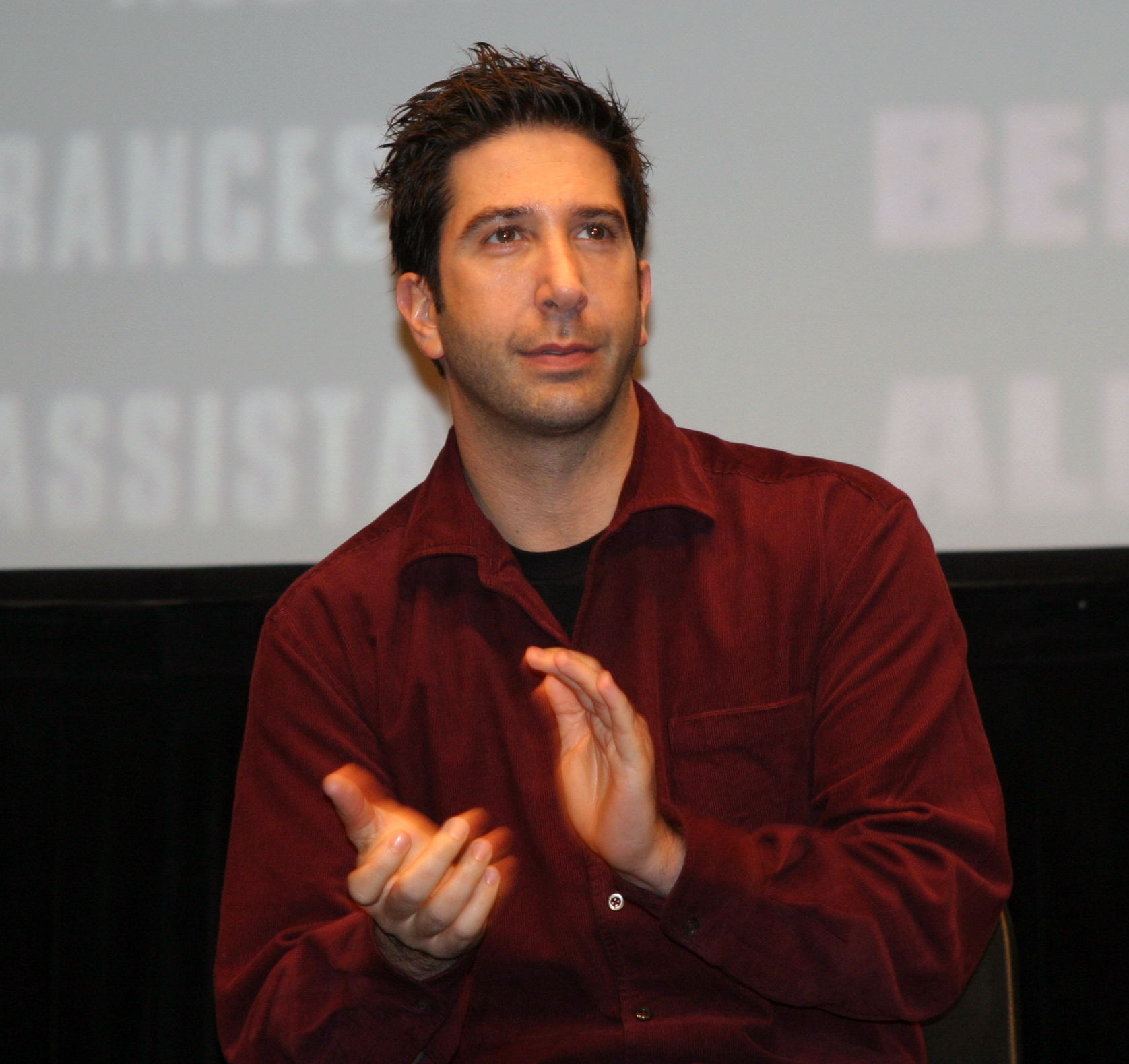
大卫·史威默在本集节目中的表现获得了部分影评人的好评

《格伦佐》在美国首播时吸引了660万户家庭观看，是继第2季首集节目《宋飞的视野》后收视人数最高的一集。这集也在18-49岁年龄段人群中收获了3.1 / 8的收视率，意味着全美所有该年龄段人群里有3.1观看了其首播，而当时有看电视的该年龄段观众段里则有8%选择收看《格伦佐》，创下了这季的新纪录，是播出时段美国收视率最高的电视节目。
《电视指南》的马特·韦伯·米托维奇（Matt Webb Mitovich）称赞大卫·史威默在片中扮演的杰拉德一角是个“相当讨人喜欢的糊涂蛋”。他还称这集肯尼斯的聚会是《我为喜剧狂》中最优秀且最狂躁的瞬间。美国在线电视小队的鲍德·萨松尼（Bob Sassone）也认为史威默扮演的格伦佐表现出色，而且本集中也有这一季节目里最怪异的次要情节。IGN网站的罗伯特·坎宁（Robert Canning）认为“阿尔·戈尔在节目尾声时的客串没有起到什么作用。这一段有点意思，但由于整个镜头都已经在预告中播出了，所以对节目没什么帮助。” 并且史威默在节目中起初竭力想要获得出演格伦佐的机会，之后又得意忘形起来的整个概念应该能够让人想到他在情景喜剧《老友记》中的类似表现，但实际上其整个桥段给人的感觉却有些平淡和刻意。”坎宁最终给节目的评分为8（最高为10）。《匹兹堡邮报》的罗布·欧文（Rob Owen）也觉得阿尔·戈尔的客串出镜“已经在预告中泄了底”。他称赞了节目的台词，称鲍德温的台词“你可以戴上一顶（看上去很）愚蠢的帽子，告诉孩子们为什么外包会意味着更便宜的圣诞节礼物”正是那类让《我为喜剧狂》变得出色的优秀台词。《娱乐周刊》的杰夫·拉布雷克（Jeff Labrecque）表示这是“第二季最优秀的其中一集”，史威默的表现让人想起他在《老友记》中饰演的罗斯·盖勒最为滑稽可笑的几集节目。比如在《谁动了我的三明治》（The One with Ross's Sandwich）里，史威默扮演的罗斯因为老板吃掉了自己感恩节剩下的特制三明治而朝对方大吼大叫。